# Рязановка (Приморский край)
Ряза́новка — посёлок при станции на ветке Уссурийск — Хасан в Хасанском районе Приморского края, входит в состав Славянского городского поселения. Основан в 1940 году.

## Географическое положение
Посёлок находится на берегу реки Рязановка, в 4 км от её впадения в бухту Бойсмана залива Петра Великого, на расстоянии 22 км (по автодорогам) от посёлка городского типа Славянка, административного центра района, и 186 км (по автодорогам) от города Владивосток, административного центра края.

## Население
| 1900 | 1912 | 1915 | 2002 | 2005 | 2010 |
| ---- | ---- | ---- | ---- | ---- | ---- |
| 294  | ↗402 | ↗442 | ↘101 | ↘73  | ↘47  |

## Улицы
| - ул. Вокзальная, - ул. Заречная, | - ул. Станционная, - ул. Южная. |

## Транспорт
Посёлок связан автомобильной дорогой длиной 4 км с трассой А189 Раздольное — Хасан.